# Pyrausta morenalis
Pyrausta morenalis là một loài bướm đêm trong họ Crambidae.